# Enquêtes à Palm Springs
Enquêtes à Palm Springs (P.S. I Luv U) est une série télévisée américaine en 13 épisodes de 45 minutes, créée par Glen A. Larson et diffusée entre le 15 septembre 1991 et le 4 janvier 1992 sur le réseau CBS.
En France, la série a été diffusée à partir du 22 novembre 1992 sur M6.
Rediffusion de novembre 1993 à janvier 1994 sur TF1.
Rediffusion du 13 juillet 1997 au 31 août 1997 sur TF1 puis de retour sur M6 en l'an 2000.

## Synopsis
Joey Paciorek est un agent de police à la New York City Police Department et Wanda Tallbert est une tricheuse qui coopère avec la police pour éviter la prison. À la suite d'une opération d'infiltration dans le crime organisé qui a mal tourné, ils ont été placés sous le Programme fédéral des États-Unis pour la protection des témoins et re-localisés à Palm Springs comme un couple marié, Cody et Dani Powell, employés par Palm Security and Investigations, une firme de détectives privés dont le propriétaire, Matthew Durning, est le seul à connaître leur identité.

## Distribution
- Greg Evigan : Joey Paciorek / Cody Powell
- Connie Sellecca : Wanda Tallbert / Dani Powell
- Earl Holliman : Matthew Durning

## Épisodes
1. Pilote (Pilot)
2. Suite nuptiale (The Honeymooners)
3. Souris… tu es mort ! (Smile, You're dead)
4. Noces de diamants (Diamond are a girl's worst friend)
5. Bon souvenir de Wanda Talbert (No Thanks for the Memories)
6. Les Vieux Jetsons (What's Up, Bugsy?)
7. Célibataires… avec enfants (Unmarried... with Chlidren)
8. Œil pour Œil (An Eye for an Eye)
9. Un héritage ?… J'arrive (Where There's a Will, There's a Dani)
10. Voisins Voisines (Where Goes the Neighbourhood)
11. Meurtre en direct (I'd Kill to Direct)
12. Double Vie (The Chameleon)
13. Un heureux événement (A Bundle of Trouble)

## Commentaires
- Le titre original de la série, P.S. I Luv U, fait référence au numéro de téléphone fictif de Palm Security and Investigations, 774-5888, qui peut être rejoint en composant "PSI-LUVU" sur un téléphone standard nord-américain.
- Greg Evigan qui est aussi chanteur et compositeur chante le thème principal de la série avec Suzanne Fountain.